# Sân bay Masindi
Sân bay Masindi (IATA: KCU, ICAO: HUMI) là một sân bay ở Masindi, Uganda.